# Dickens (Iowa)
Dickens é uma cidade localizada no estado americano de Iowa, no Condado de Clay.

## Demografia
Segundo o censo americano de 2000, a sua população era de 202 habitantes.
Em 2006, foi estimada uma população de 189, um decréscimo de 13 (-6.4%).

## Geografia
De acordo com o United States Census Bureau tem uma área de
2,2 km², dos quais 2,2 km² cobertos por terra e 0,0 km² cobertos por água. Dickens localiza-se a aproximadamente 407 m acima do nível do mar.

## Localidades na vizinhança
O diagrama seguinte representa as localidades num raio de 16 km ao redor de Dickens.